# Per Øhrgaard

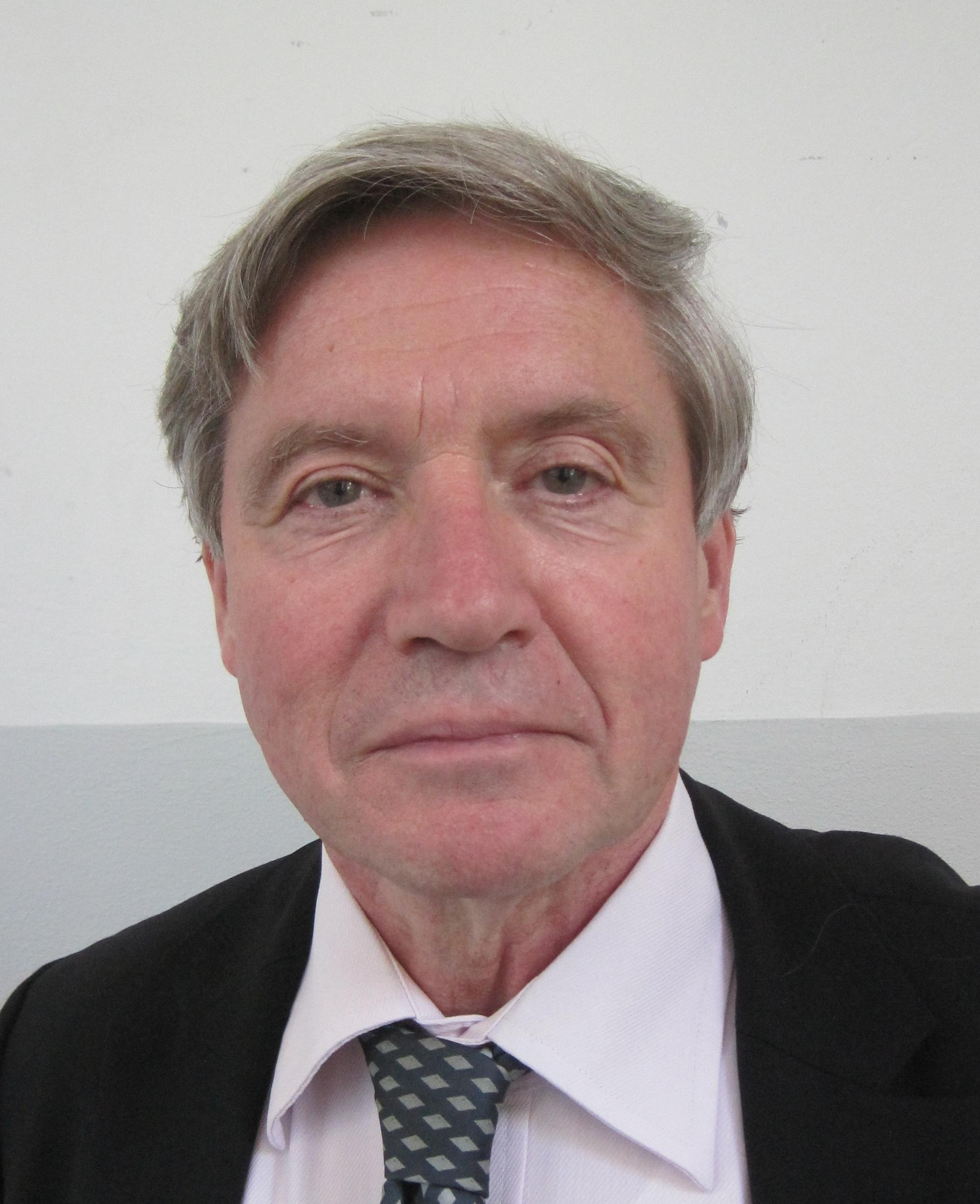
Per Øhrgaard 2013.

Per Øhrgaard, född 6 februari 1944 i Köpenhamn, är en dansk professor, filosofie doktor i tyska och översättare. Han är medlem av Danska akademien sedan 2001.